# بخاء
شهرستان بخاء (به عربی:  ولایة بخاء ) یکی از شهرستان‌های استان مسندم در کشور پادشاهی عمان است. این شهرستان در نوار ساحلی کرانهٔ خلیج فارس واقع شده‌است.

## محدوده بخاء
از شمال کوه حجر، از جنوب غربی شهرستان خصب، از مغرب امات رأس الخیمة از توابع امارات متحده عربی، و از مشرق به نوار ساحلی وروستای الجزی محدود می‌گردد.

## جمعیت
جمعیت شهرستان بخاء در حدود ۳۸۵۷ نفر می‌باشد
که از اهل سنت و مالکی مذهب هستند. شغل عمدهٔ مردم و ماهی‌گیری وتجارت است.

## مشاهیر بخاء
از مشاهیر بارزین این شهرستان که در دوران قدیم سمت دادستان عالی وقاضی القضاء وفرمانروایی منطقه به عهده داشته بوده‌اند به شرح زیر می‌باشند: محمد بن محمد بن عبد الرحمن الشحی، أحمد بن عبدالله صالح الشحی، محفوظ بن حسن الخزرجی، الشیخ محمد الجدیدی الشحی، محمد بن محفوظ بن حسن الخزرجی و عبدالله بن محمد الخزرجی می‌توان نام برد.

## آثار باستانی
در شهرستان بخاء آثار گرانبهایی از دوران گذشته به جاه مانده‌است که بارزترین آن‌ها حصن البلاد است که به «حصن البلاد» معروف است. تاریخ بناه این قلعه به سال ۱۲۵۰ هجری قمری بر می‌گردد. همچنین «حصن القلعه» یکی از قلعه‌های باهمیت شهر بوده‌است که بر فراز کوه حجر واقع شده‌است. از جاهای گردشگری شهرستان بخاء: مسجد تاریخی در سمت شرق شهر، و دو قلعه باستانی در روستای «الجادی»، وچشمهٔ «عین الثوارة» می‌توان نام برد.

## پیشه مردم
پیشه مردم این شهرستان کشاورزی، حدادی، ماهی‌گیری وساختن گونه‌ای از قایق کوچک که برای ماهی‌گیری به کار برده می‌شود. همچنین صناعت دستی از منتوجات نخیل نیز رواج دارد.

## فهرست منابع و مآخذ
- سلطنة عمان، مسقط: وزارة الاعلام، ۱۹۹۲ میلادی تاریخ وارد شده در |سال= را بررسی کنید (کمک)
- السلطان:قابوس، البوسعید،  موسوعة  دلیل الأعلام: مسقط، چاپ اول، سال ۱۹۹۸ میلادی. (به عربی).
- دکتر:القاسمی، سلطان، بن محمد،  «(تقسیم الإمبراطوریة العُمانیة)» ، چاپ دوم، مطابع البیان التجاریة دبی: سال انتشار ۱۹۸۹ میلادی.
- عمان فی عام ۱۹۸۶ (عام الحصاد والتراث) إصدار وزارة الإعللام، دارالعرب للطباعة والنشر والتوزیع، ۱۹۸۶ میلادی
- لفتنانت کولونیل، سیر آرنولد ویلسون،  «(تاریخ عمان والخلیج)»  ، انتشار سال ۱۹۸۸ میلادی.
- بدوی، محمد، آلسعید،  (دلیل أعلام عُمان) ، دانشگاه سلطان قابوس، مکتبه لبنان چاپ دوم، سال ۲۰۰۶ میلادی. (به عربی).